# Břetislav Enge
Břetislav Enge (3. března 1950 Jablonec nad Nisou – 14. září 2020) byl český automobilový závodník.
Břetislav Enge má ještě dceru Lucii Engovou.

## Kariéra
V letech 1976–1977 byl čtvrtý v Poháru míru a přátelství. V roce 1978 začal působit v Mistrovství Evropy cestovních automobilů (ETCC), kde závodil s vozem Škoda 130 RS v barvách týmu Bohemia Crystal, zejména se Zdeňkem Vojtěchem. V roce 1979 skončil sedmý na okruhu Zeltweg. V roce 1981 v kategorii týmů ETCC jeho tým Škoda zvítězil. Ve stejném roce skončil spolu s Vojtěchem čtvrtý v závodě 500 km Vallelunga.
V roce 1982 začal závodit s BMW 528i. O rok později závodil s BMW 635 CSi, s nímž se umístil na druhém místě v závodě Mugello 500 km a na třetím místě v Tourist Trophy. V sezóně 1986 soutěžil s BMW 325i, v roce 1987 s BMW M3 E30. V roce 1987 se také zúčastnil dvou závodů WTCC. V roce 1994 se stal vicemistrem Evropy v závodech do vrchu.
V letech 1982, 1984 a 1993 vyhrál anketu Zlatý volant v kategorii okruhů.
Po skončení aktivní závodní kariéry byl dealerem pro vozy Volkswagen se svou společností Auto Enge. Později se vrátil k rally, soutěžil v Mistrovství ČR historických automobilů v rally, kterých se účastnil s vozy Škoda 130 LR a Ford Escort RS 2000 druhé generace, navigovala jej dcera Lucie, přičemž v mistrovství dvakrát zvítězili.
Byl otcem Tomáše, také automobilového závodníka, prvního českého pilota Formule 1.

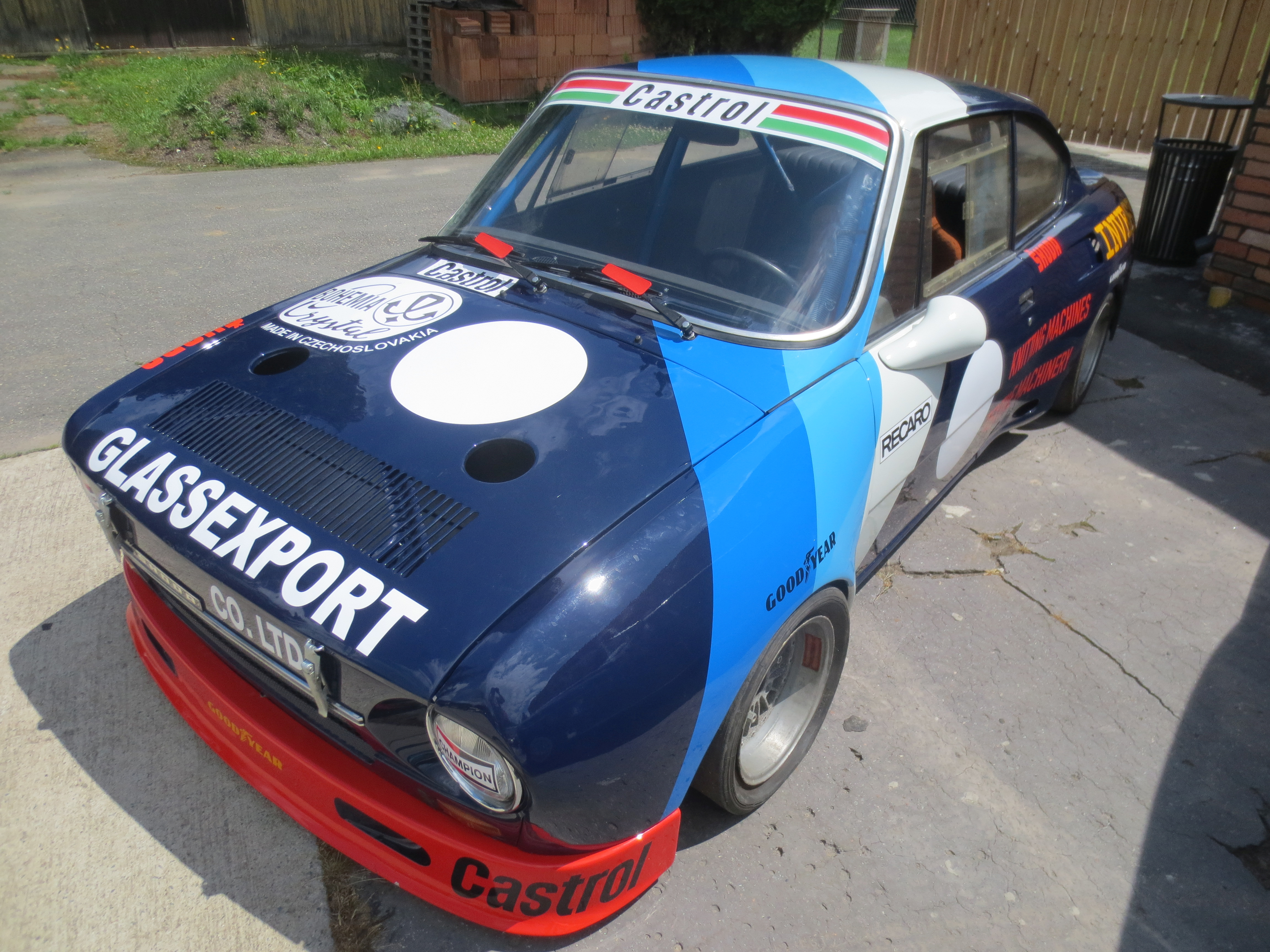
Škoda 130 RS, Vojtěch-Enge ze stáje Bohemia Crystal Liberec (Svět škodovek 2021)
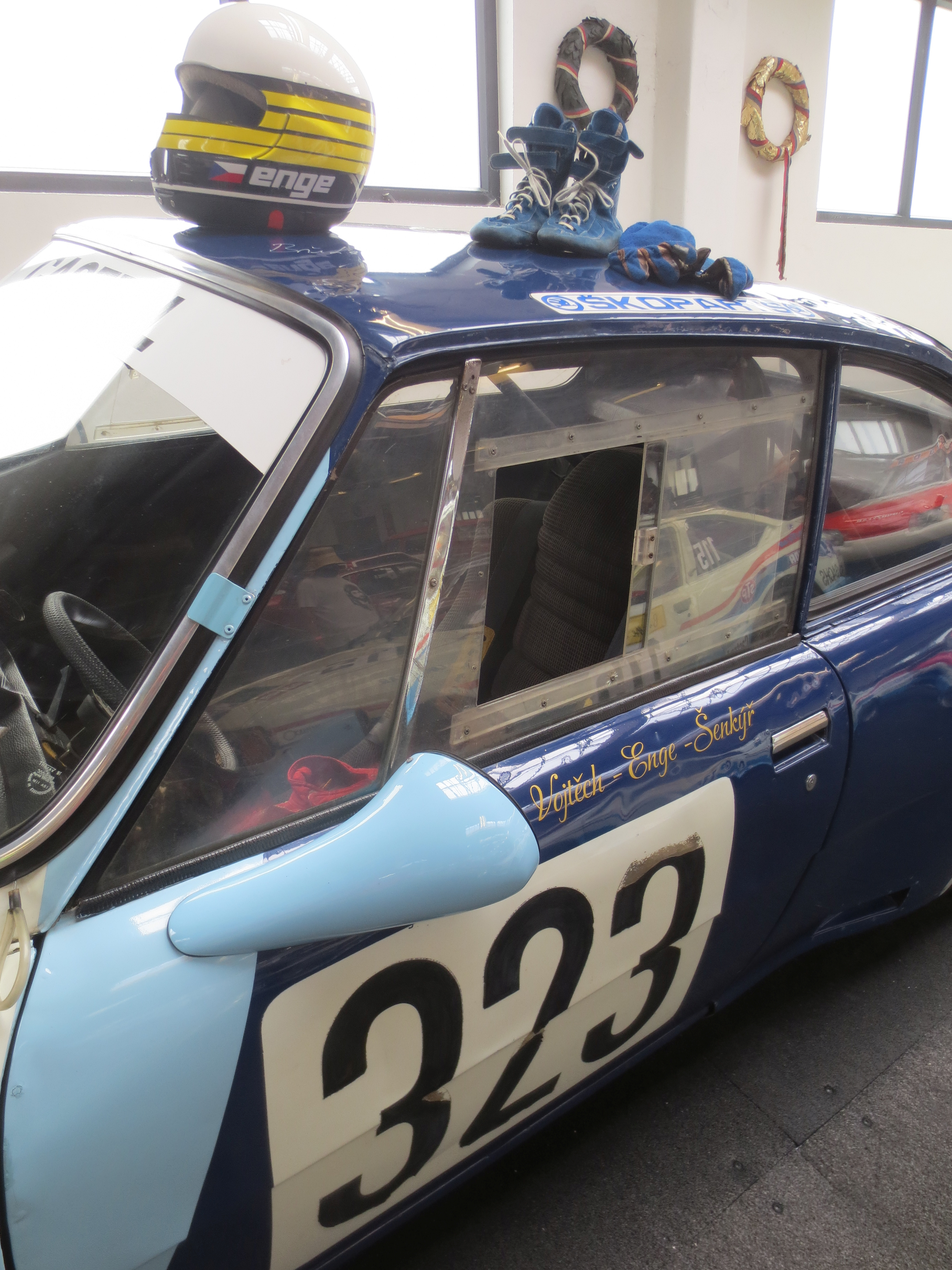
Škoda 130 RS, prototyp (1975), Muzeum Svět škodovek 2021
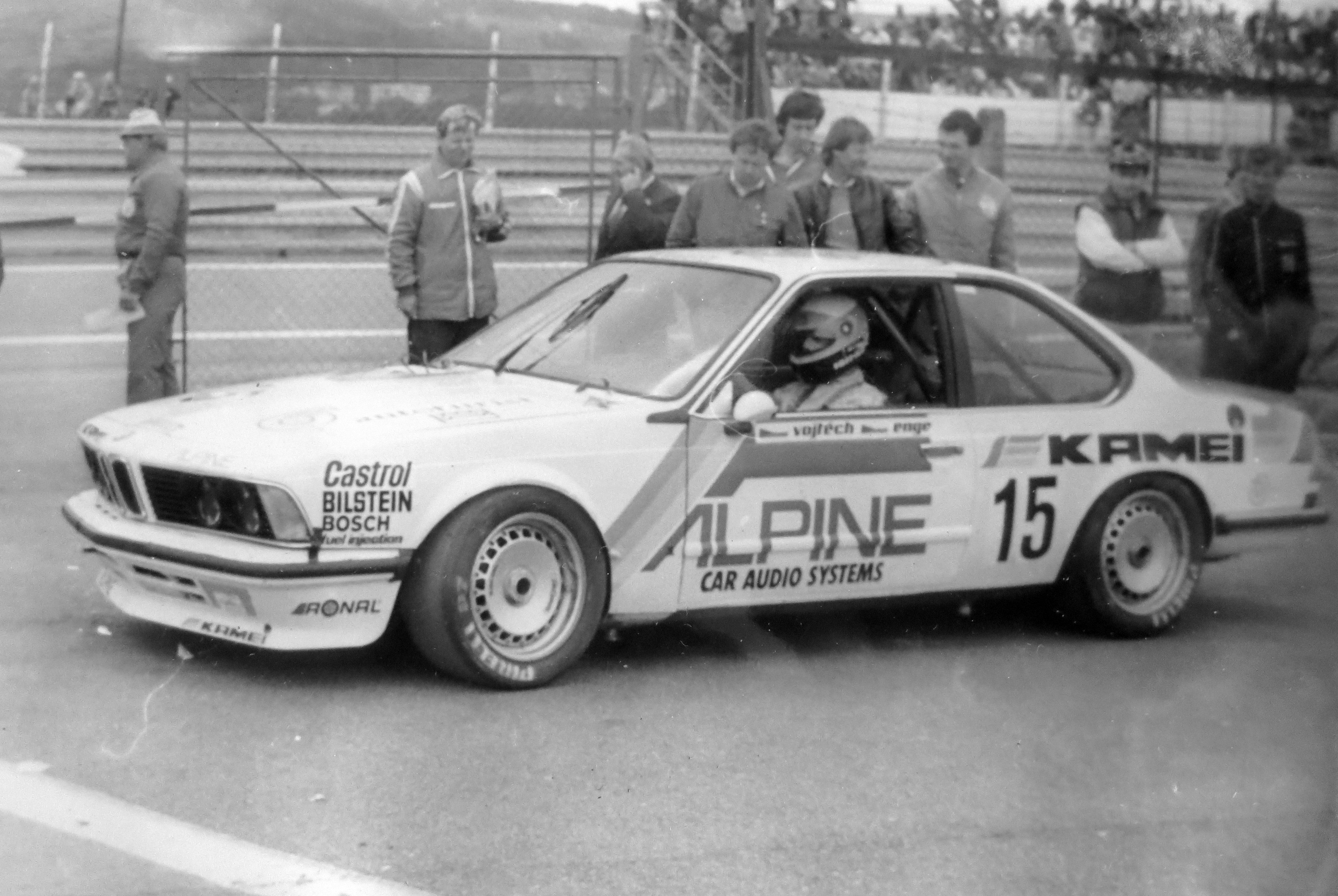
Vojtěch / Enge, BMW 635, Brno 1985
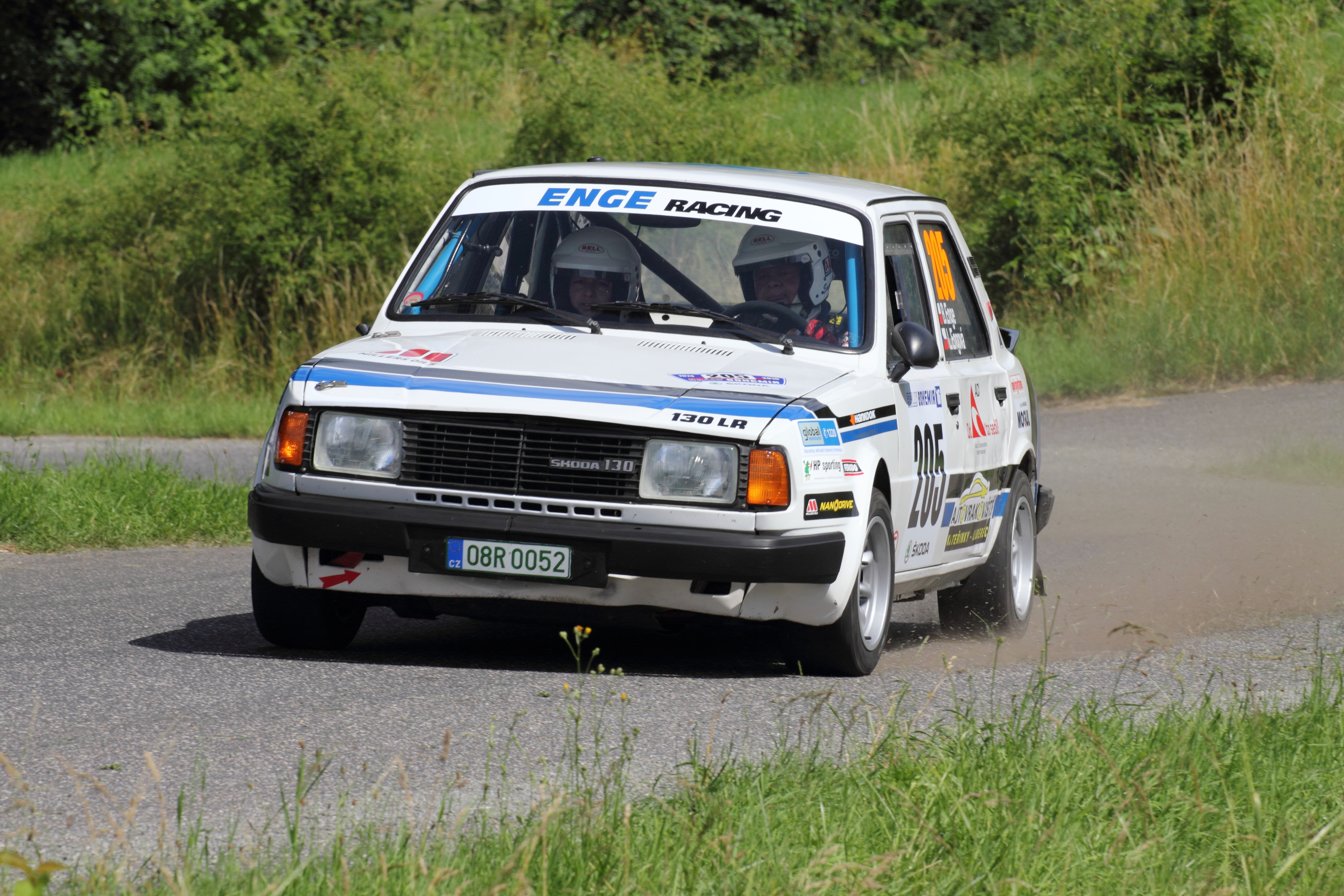
Enge / Engová, Rally Bohemia Historic 2016